# Phaedra (film)
Pour les articles homonymes, voir Phaedra.
Pour plus de détails, voir Fiche technique et Distribution.
Phaedra (grec moderne : Φαίδρα) est un film franco-américano-grec réalisé par Jules Dassin et sorti en 1962.

## Synopsis

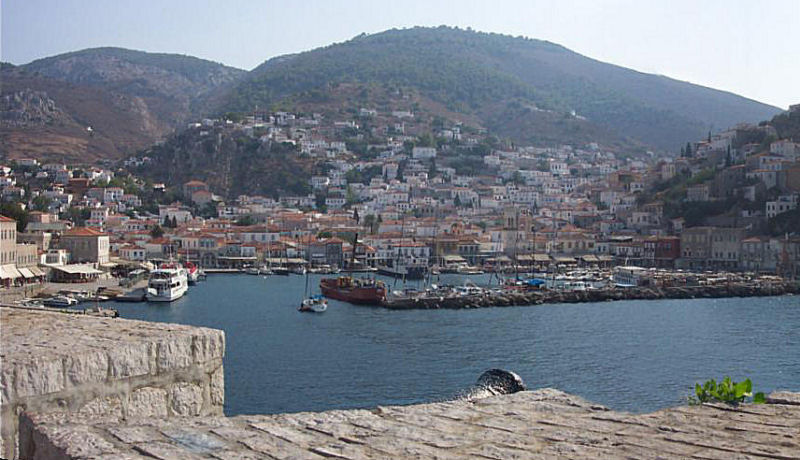
Île d’Hydra, un site de tournage extérieur.

L’antique tragédie d’Euripide Hippolyte transposée dans la Grèce contemporaine.
Thanos, riche armateur grec et père d'Alexis, épouse en secondes noces une femme un peu plus jeune que lui, la belle et passionnée Phèdre. Dès qu’elle rencontre son beau-fils, elle en tombe éperdument amoureuse…
Le film se déroule à Paris et à Londres et surtout sur l'île grecque d'Hydra.

## Fiche technique
- Titre : Phaedra
- Titre grec : Φαίδρα
- Réalisation : Jules Dassin
- Scénario : Jules Dassin et Margarita Liberaki d’après la tragédie d’Euripide, Hippolyte porte-couronne
- Musique : Mikis Theodorakis
- Musique additionnelle : Jean-Sébastien Bach
- Direction de la photographie : Jacques Natteau
- Son : Jacques Carrère, Thanasis Georgiadis, Jacques Lebreton
- Décors : Max Douy
- Costumes : Theoni V. Aldredge
- Montage : Roger Dwyre
- Photographe de plateau : Roger Corbeau
- Pays d’origine :  États-Unis,  France,  Grèce
- Tournage extérieur : Île d’Hydra (Grèce), Paris (France), Londres (Royaume-Uni)
- Langues de tournage : anglais, grec
- Producteurs : Jules Dassin, Noël Howard
- Sociétés de production : Joele Films (France), Melinafilm (Grèce), Lopert Films (États-Unis)
- Société de distribution : United Artists (Lopert Pictures Corporation)
- Format : noir et blanc — 35 mm — 1.66:1 — son monophonique
- Genre : drame
- Durée : 115 minutes
- Date de sortie :
  - Allemagne : 7 septembre 1962

## Distribution
- Melina Mercouri : Phèdre
- Anthony Perkins : Alexis
- Raf Vallone : Thanos
- Élisabeth Ercy : Ercy
- Olympia Papadouka : Anna
- Zorz Sarri : Ariadne
- Andreas Filippides : Andreas
- Jules Dassin : Christo
- Marc Bohan : lui-même
- Tassó Kavadía

## Distinctions
- Oscars 1963 : Theoni V. Aldredge nommée pour l'Oscar de la meilleure création de costumes
- BAFTA 1963 : 
  - Jules Dassin nommé pour le BAFTA du meilleur film
  - Melina Mercouri, nommée pour le prix de la Meilleure actrice étrangère.
- Golden Globe 1963 : Melina Mercouri nommée pour le Golden Globe Award : Meilleure actrice dans un film dramatique